# La Defensa: periódico político semanal
|  | Pel que fa a la publicació d'Igualada en temps de la Segona República vegeu La Defensa. |

La Defensa va ser un periòdic de curta vida que va sortir a Reus del 26 d'abril al 12 de juliol de l'any 1885, amb una represa de tres números l'any 1886.

## Context històric
Des de 1883 hi havia a Reus un ajuntament liberal-possibilista amb Serafí Serra Matas com a alcalde. L'any 1884 l'alcalde es va enfrontar amb el governador civil de Tarragona i amb la delegació d'Hisenda perquè volien intervenir l'administració municipal de consums i confiscar-ne els productes, cosa que hauria deixat l'ajuntament sense recursos, cosa que obeïa a la política del govern conservador presidit per Cánovas del Castillo que des de Madrid volia ofegar els ajuntaments progressistes. La Defensa apareix quan per ordre governativa va ser cessat Serafí Serra i tots els membres del consistori reusenc.

## Ideologia i contingut
El periòdic es definia com a liberal, partidari de Práxedes Mateo Sagasta i atacava durament als partidaris de Cánovas i sobretot a la publicació reusenca Crónica de Reus, periòdic conservador dirigit per Marià Pons i Espinós, amb el que va mantenir diverses polèmiques. Critiquen durament el nou ajuntament nomenat a dit, presidit per Eusebi Folguera Rocamora. Cap dels articles publicats no va signat, i no es coneix el nom dels promotors. Sembla que un d'ells podria ser un tal Vicenç Sugranyes, per altra banda desconegut. El contingut feia referència exclusivament als esdeveniments de la ciutat i a les actuacions del governador civil per desestructurar als liberals. Quan l'antic alcalde va ser restituït al seu lloc al cap de cinquanta dies, La Defensa es va acomiadar dels seus lectors, el 12 de juliol de 1885. Van dir que la seva finalitat era defensar el partit liberal contra les injustes actuacions dels conservadors, i una vegada resolt el conflicte, ja no hi havia raons per continuar.
Però el 4 d'abril de 1886 van tornar a sortir, amb el mateix format, davant dels atacs contra el seu partit per part altra vegada de la Crònica de Reus i també de Las Circunstancias. A aquest últim periòdic li agraïen la defensa que havia fet dels liberals davant dels atacs conservadors, però en aquell moment atacaven també al partit liberal. Sortien a defensar-se, ja que havia sorgit un conflicte en l'elaboració de les candidatures per a diputats. El reusenc Pere Nolasc Gay havia renunciat a encapçalar la candidatura (ja havia estat diputat a les eleccions anteriors) a favor d'un tarragoní, Pere A. Torres. Des de Las Circunstancias van creure que era un atac a la ciutat i un debilitament de la candidatura. En aquesta segona època van sortir només tres números, fins a la celebració de les eleccions i l'anàlisi posterior.

### Aspectes tècnics
Tenia la direcció, redacció i administració al carrer de l'Hospita núm 15, principal, segurament la seu del partit. Mesurava 42 cm i valia 0'50 cèntims el número solt. La subscripció tenia el preu d'1 pesseta per trimestre. La primera època la va imprimir la Imprenta Reusense, a la plaça de la Farinera cantonada amb el carrer de Vallroquetes. La segona època, amb el mateix format mida gran foli, s'imprimia a la Impremta de Sabater.
Els exemplars coneguts, que es conserven en mal estat, són a la Biblioteca Central Xavier Amorós de Reus. A partir del número 2, de 26 d'abril de 1885.